# Men Cam et Men Yann
Men Cam et Men Yann sont deux dolmens éloignés d'environ 100 m situés à Groix, dans le département français du Morbihan.

## Historique
Ces dolmens font l’objet d’un classement au titre des monuments historiques par arrêté du 25 juillet 1969.

## Men Yann
Le monument a été  construit sur un promontoire bien exposé avec une orientation au sud-est.  Men Yann mesure 10 m de long pour une largeur de 1 m à l'entrée et 1,80 m au fond de la chambre. L'édifice est une sépulture en « V » : la largeur et la hauteur des parois de la chambre augmentent depuis l'entrée vers le fond.La chambre ne comporte plus que huit orthostates latéraux et deux dalles de chevet. Toutes les dalles de couverture ont disparu. Le cairn est délimité par endroits par des blocs en quartz blanc. L'édifice a été fouillé par L. Le Pontois qui y a mis au jour un pavage régulier du sol. Le Pontois indique n'y à avoir découvert qu'une belle lame en silex du Grand Pressigny de 24 cm de long. Son nom breton signifie la « pierre de Jean ».

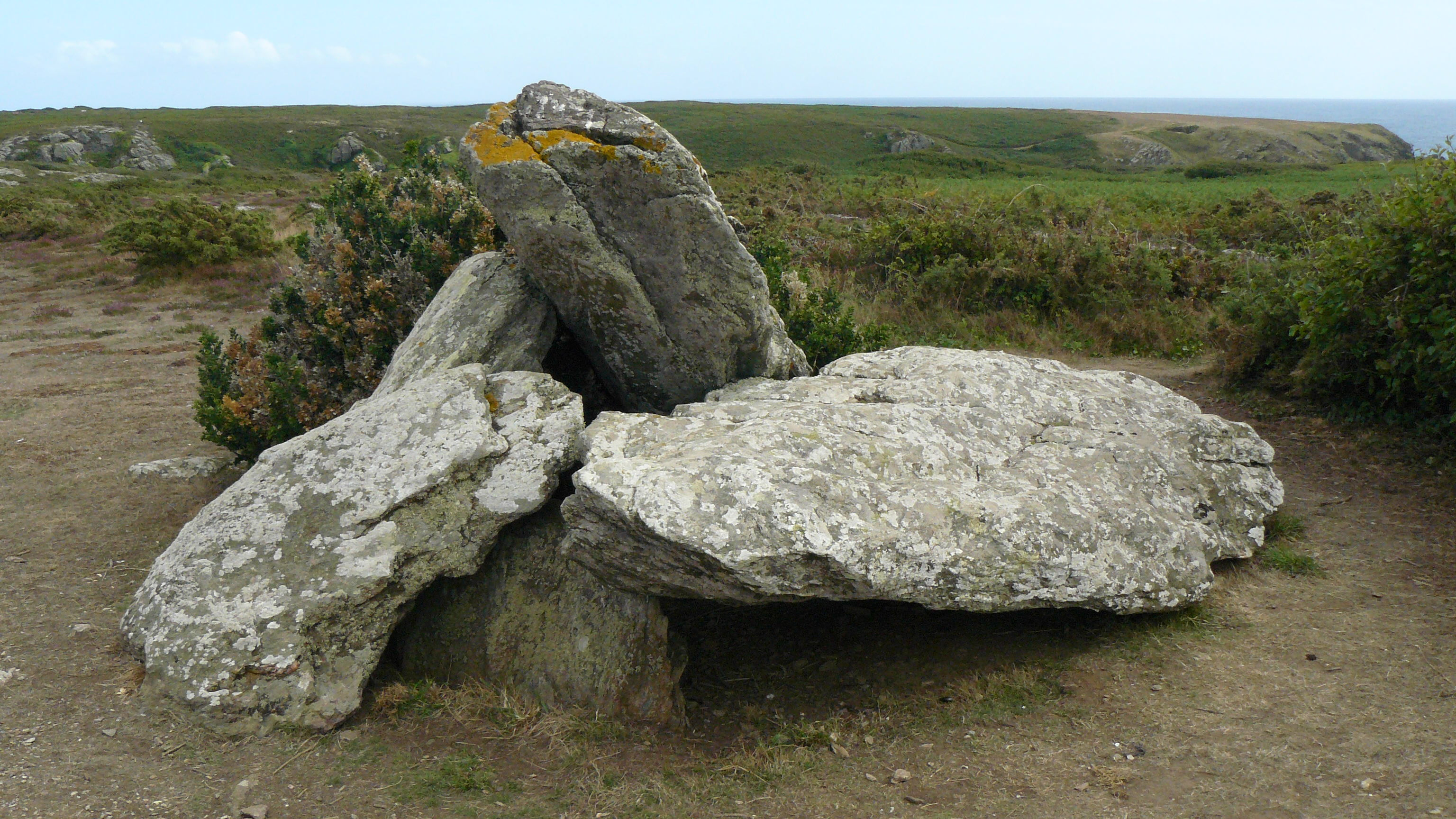
Men Cam.

## Men Cam
L'état très délabré du monument ne permet pas d'en reconnaître l'architecture. Il pourrait s'agir d'un dolmen à couloir, avec un couloir orienté sud-est/nord-ouest. Selon une tradition locale, la tombe abritait la charrette de la mort qui vient chercher ses victimes. Son nom breton signifie la « pierre boîteuse ».